# Rungsianea
Rungsianea là một chi bướm đêm thuộc họ Noctuidae.